# ديتشي ساساكي
ديتشي ساساكي (باليابانية: 佐々木大地) هو لاعب شوغي ‏ ياباني، ولد في 30 مايو 1995.